# Le Horps
 Le Horps  es una población y comuna francesa, en la región de Países del Loira, departamento de Mayenne, en el distrito de Mayenne y cantón de Le Horps.

## Demografía
| 836 | 735 | 707 | 671 | 684 | 734 |
| Para los censos de 1962 a 1999 la población legal corresponde a la población sin duplicidades (Fuente: INSEE [Consultar]) |     |     |     |     |     |